# Національна армія опору
Національна армія опору (НАО) — військове крило Національного руху опору (НРО) Уганди. Була армією повстанців, яка вела партизанську війну, що зазвичай називається війною в кущах, проти уряду Мілтона Оботе, і пізніше — Тіто Окелло.
НАО була підтримана Муаммаром Каддафі.
НАО була утворена в 1981 році, коли армія опору Йовері Мусевені об'єдналася з групою експрезидента Юсуфа Луле — борцями за свободу Уганди. Мусевені, тоді лідер Партії патріотичного руху Уганди, передбачав фальсифікацію виборів і оголосив збройне повстання, після перемоги Конгресу народів Уганди в оскаржених загальних виборах 1980 року.
Мусевені, який мав досвід партизанської війни з Мозамбіцьким фронтом визволення (ФРЕЛІМО) у Мозамбіку, і власний Фронт національного порятунку (ФНП), сформований у Танзанії для боротьби з Іді Аміном, привів НАО до перемоги у війні проти угандійських урядових військ (ФНЗУ) у 1986 році. До того часу, коли НАО переможно увійшла в Кампалу в 1986 році, близько чверті її 16 000 комбатантів були представниками народу руанда, тоді як Фред Рвігема був заступником її командира. Згодом НАО стала національною армією.
Незабаром після цього ФНЗУ здійснив низку нападів на цивільних осіб на півночі Уганди. Атаки в основному були націлені на представників народу ачолі і були частково розглянуті як форма помсти за операцію Бонанза, операцію «випаленої землі», яку було замовлено Мілтоном Оботе під час його президентства.
З 1986 по 1990 р. режим Мусевені намагався припинити заколоти і встановити контроль над армією. Незважаючи на неодноразові твердження уряду про те, що НАО розгромила ФНЗУ та інші повстанські групи, повстанська діяльність продовжувалася, особливо в північних, східних і західних регіонах. У квітні 1988 року 3 тис. Бійців колишньої Угандійської народної армії (УНА) і члени кількох інших невеликих повстанських груп прийняли амністію уряду, заявивши про свою підтримку режиму Мусевені. У червні 1988 року президент уклав мирну угоду з командиром Народної Демократичної Армії Уганди (НДАУ) підполковником Джоном Анджело Окелло. Незважаючи на те, що НАО згодом об'єднала багато учасників УНА та НДАУ у свої ряди, тисячі інших людей відхилили мирну угоду і продовжували боротися проти НАО.
Після прийняття Конституції Уганди у 1995 році НАО була перейменована в Народні сили оборони Уганди.